# سيد عواد
سيد عواد (1926 ـ 2000) هو ملحن مصري ينتمي إلى الجيل الثاني من مؤلفي الموسيقى الكلاسيكية المصريين. بدأ حياته الفنية بالعمل عازفًا للكمان في أوركسترا دار الأوبرا بالقاهرة. درس عواد الموسيقى في كونسرفتوار تشايكوفسكي بموسكو ـ بموجب منحة دراسية ـ على يد عازف الكمان والمايسترو الروسي دافيد أويستراخ، وقاد العديد من الأوركسترات السوفييتية، وحصل على درجة الدكتوراه في الموسيقى من الاتحاد السوفييتي سنة 1968.
لدى عودة عواد إلى مصر،عُين أستاذًا بكل من بمعهد الكونسرفتوار بالفاهرة ومعهد السينما والمعهد العالي للفنون المسرحية. أعاد عواد تنظيم أوركسترا القاهرة السيمفوني في دار الأوبرا القديمة قبل أن ينتقل إلى المملكة الأردنية ليعمل أستاذًا للموسيقى، وليؤسس أوركسترا الحجرة الأردني.

## أعماله
كتب سيد عواد عدة قصائد سيمفونية ومؤلفات من موسيقى الحجرة ومؤلفات للكمان والأوركسترا، ومن أشهر أعماله:
- سيمفونية اليرموك[2]
- مصرع كليوباترا: وهي أوبرا من ثلاثة فصول مستوحاة من مسرحية شعرية لأحمد شوقي تحمل نفس الاسم، عُرضت في دار الأوبرا المصرية في فبراير 1994 وقاد عواد الأوركسترا بنفسه.[2]